# A mi kis falunk

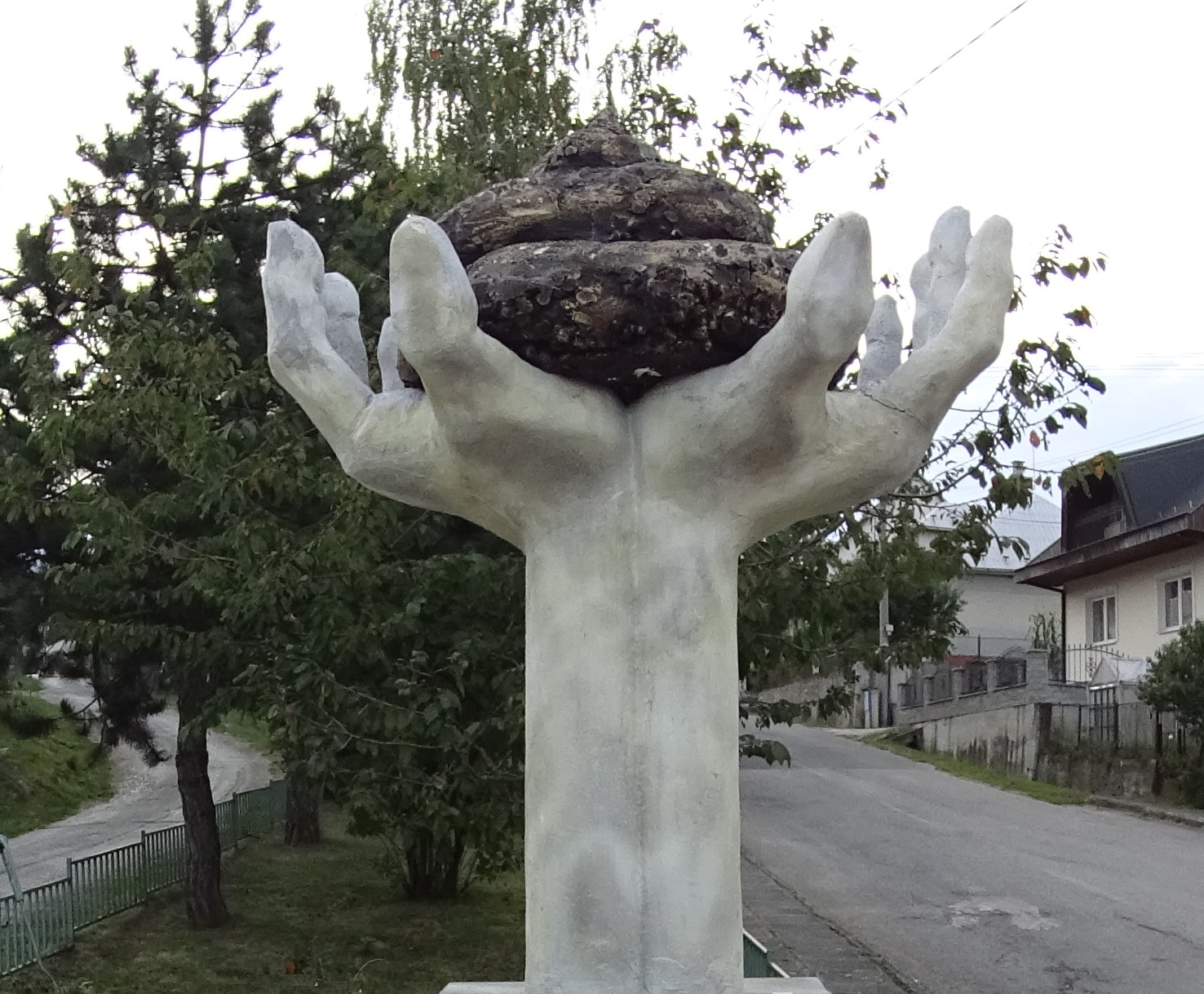
A szlovák és a magyar sorozatban is nagy szerepet játszó „modern szobor” a falu jelképéről: kakaós briósnak mondják, bár elég gyakran mással tévesztik össze.

A mi kis falunk 2017-től vetített magyar vígjátéksorozat, amit Kapitány Iván alkotott, a szlovák Horná Dolná című sorozat magyar adaptációja.
A sorozat első epizódját 2017. február 2-án mutatta be az RTL Klub, azóta folyamatosan sugározzák, kezdetben csütörtöki, később szombat esti premierekkel. A helyszíne egy valóságban nem létező falu, Pajkaszeg. A jeleneteket a közigazgatásilag Esztergomhoz tartozó Pilisszentléleken és a Dédai-tó partján forgatták. A népszerűsége leginkább a profi színészek hétköznapi karaktereket hitelesen megformáló munkájának köszönhető.

## Ismertető
A sorozat egy Pajkaszeg nevű község lakosainak mulatságos hétköznapjait mutatja be. Olyan figurák élnek, akik az átlagemberek mintaképei lehetnének, mégis egyedi tulajdonságaik és alapvető jellemhibáik miatt folyton furcsa, ámde szórakoztató szituációkba keverednek. Van egy ügyeskedni igyekvő polgármester, aki a pecabot végét éppúgy szereti megfogni, mint az Isten lábát, lehetetlent nem ismerve, ha a falu és a saját hírnevének gyarapítása a tét. Egy szorgos titkárnő és playboy-múltú vőlegénye, akiknek kapcsolatát gyakran próbára teszi eltérő személyiségük és világnézetük. Egy jóképű pap, aki a reverendáját semmire nem cserélné le, pedig a falu lányai bármit megadnának érte. Egy csinos kocsmárosnő, akinek alakjánál csak a modora tüzesebb. Egy körzeti megbízott, aki a rendőr-viccek két lábon járó megtestesítője. Egy rezignált állatorvos, aki ott segít, ahol muszáj. Emellett harcias szellemű öregasszonyok, elkötelezett kocsmahuszárok és szépreményű fiatalok. Ők alkotják ezt az irreálisan vicces világot, ahol az a normális, hogy többnyire semmi sem az..

## Szereplők

### Főszereplők
| Szerep                           | Színész          | Leírás | Évad |
| -------------------------------- | ---------------- | --- | ---- |
| Füleki Károly                    | Csuja Imre       | A falu polgármestere. Sunyi, kapzsi és lusta, de alapvetően egy jólelkű ember, aki tényleg szívén viseli a település sorsát. Folyton újabb briliáns ötletekkel rukkol elő, amitől a falu híresebb lehetne, ám piszlicsáré megvalósítási módszerei miatt ötletei a visszájára fordulnak, és ezt a környezete szenvedi meg. Kedvenc időtöltése a horgászat, jobban szeret a tó partján ülni, mint a hivatali székben.                                                                            | 1–   |
| Szabó Erika                      | Lovas Rozi       | A polgármester asszisztense, a falu ügyeinek tényleges intézője. Gyakorlatias, precíz és leleményes, időnként viszont elviselhetetlenül arrogáns és makacs. Több-kevesebb sikerrel igyekszik mindent megtenni, hogy a polgármester ötleteit véghez vigye, a falu életkörülményeit pedig jobbá tegye. Általában minden problémára próbálja megtalálni a tökéletes (és törvényes) megoldást. Az egyetlen, amire még nem sikerült megoldást találnia, hogy hogyan állítsa oltár elé a vőlegényét. | 1–   |
| Bodri György, "Gyuri"            | Lengyel Tamás    | Erika vőlegénye, fociedző, "a falu bikája". A labdarúgás mellett a másik nagy szenvedélye a sportkocsija, utóbbira hihetetlen mértékű figyelmet bír szánni. Bár Erikát nagyon szereti, a házasság gondolatától irtózik, ezért amennyire csak lehet, el akarja húzni a közelgő esküvőt. Erika előtt meglehetősen sok barátnője volt, de életének azt a szakaszát már lezártnak tekinti. Mégis a múlt többször visszaköszön, ami nem várt kalamajkákba sodorja őt.                               | 1–   |
| Berkics László, "Laci"           | Bánki Gergely    | A polgármester unokaöccse és beosztottja. Egy kedves, rendes fiatalember, bár néha eléggé teszetosza és naiv, ami kínos szituációk végtelen sorát eredményezi nála. Jórészt ő szenved a legtöbbet "Karcsi bácsikája" és Erika zseniálisnak gondolt ötletei miatt. Reménytelenül romantikus alkat, mindig az igazi, nagy szerelmet keresi az aktuális nőben. | 1–   |
| Ifj. Rádi János                  | Schmied Zoltán   | A falu plébánosa, aki fényképész- és modell-múlttal is rendelkezik. Elkötelezett a hivatása iránt, annak ellenére, hogy a faluban minden facér lány odáig van érte, és nemegyszer próbálják megingatni cölibátusi fogadalmában. Zavarja, hogy a falunak nincs igazi temploma, és a híveket nehezen lehet az istentiszteletek látogatására rávenni, ezért a lehetőségekhez mérten igyekszik változtatni ezen. Még a polgármester kétes erkölcsű ötletei sem jelenthetnek akadályt.              | 1–   |
| Stolek Gábor, "Stoki"            | Szabó Győző      | Körzeti megbízott rendőr hadnagy. Nagyon komolyan (néha túl komolyan) veszi a munkáját, pedig csupán egy járőrbicikli, egy síp, egy hangosbemondó, egy gumibot és egy zseblámpa áll rendelkezésére a szolgálat ellátásához. Ez mégsem akadályozza meg abban, hogy feladatait a lehető legalaposabban elvégezze. A szerény intellektusa már annál inkább. | 1–   |
| Dr. Rádi János, "Janó"           | Reviczky Gábor   | A falu jóságos doktora. Állatorvos, de embereket is kezel, többnyire sajátos módszerekkel. A fizikai bajok ellátása mellett lelki segítségnyújtásért is gyakran fordulnak hozzá. A fia papi hivatását nem kifejezetten támogatja, mivel unokákat szeretne. Ezért mindig igyekszik őt egy-egy csinosabb páciense karjaiba terelni. | 1–   |
| Berkicsné Füleki Katalin, "Kati" | Udvaros Dorottya | A polgármester testvére, Laci édesanyja, nyugdíjazott magyartanárnő. Tudását és élettapasztalatait próbálja a falu legjavának átadni, ha szükség van rá (vagy ő épp annak látja). Anyáskodó típus, nemcsak Lacival, de néha az erkölcsi nevelést igénylő Károllyal is. Janó szerelmes belé. | 1–   |
| Aradi Teréz, "Teca"              | Bata Éva         | A falu kocsmájának csaposa és tulajdonosa. Dekoratív szépség, viszont a modorával és a megjegyzéseivel bármelyik férfit képes egy pillanat alatt leteremteni. Néha az idegeire mennek a falusiak, de végső soron szereti az életet Pajkaszegen. Laci szerelmes belé, ám ő, sok falusi lányhoz hasonlóan, a pap után vágyakozik. Erikával ki nem állhatják egymást. | 1–6  |
| Virág Aladár, "Szifon"           | Debreczeny Csaba | Három közmunkás, bár sokkal inkább közmunka-kerülők. Az ásót többet támasztják, mint használják, leginkább viszont a kocsmapultot szeretik támasztani. Ők a legjobban beszervezhető, legolcsóbb munkaerő Károly számára, noha munkásságuk, legyen szó bármiről is, mindig hagy kivetnivalót maga után. Mindhárman rendkívül együgyűek, ami számtalan komikus helyzet forrása. | 1–   |
| Bakos István, "Baki"             | Kerekes József   | Három közmunkás, bár sokkal inkább közmunka-kerülők. Az ásót többet támasztják, mint használják, leginkább viszont a kocsmapultot szeretik támasztani. Ők a legjobban beszervezhető, legolcsóbb munkaerő Károly számára, noha munkásságuk, legyen szó bármiről is, mindig hagy kivetnivalót maga után. Mindhárman rendkívül együgyűek, ami számtalan komikus helyzet forrása. | 1–   |
| Kafai Mátyás, "Matyi"            | Molnár Áron      | Három közmunkás, bár sokkal inkább közmunka-kerülők. Az ásót többet támasztják, mint használják, leginkább viszont a kocsmapultot szeretik támasztani. Ők a legjobban beszervezhető, legolcsóbb munkaerő Károly számára, noha munkásságuk, legyen szó bármiről is, mindig hagy kivetnivalót maga után. Mindhárman rendkívül együgyűek, ami számtalan komikus helyzet forrása. | 1–4  |
| Mokri Balázs, "Bazsó"            | Rusznák András   | Falubeli lakos, büntetett előéletű. Hiperaktivitás és suttyó stílus jellemzi. Nehezen érthető tolvajnyelven beszél. Súlyos kokainfüggő, amit többnyire az is jelez, hogy beszéd közben megállás nélkül szipog. | 3–   |
| Répa Árpád, "Árpi"               | Hevér Gábor      | Egy ügyefogyott testvérpár, akik az előző munkahelyük megszűnése után először alkalmi munkákból próbálnak boldogulni, majd közmunkásnak állnak be. | 5–   |
| Répa Sándor, "Sanyi"             | Mészáros Tibor   | Egy ügyefogyott testvérpár, akik az előző munkahelyük megszűnése után először alkalmi munkákból próbálnak boldogulni, majd közmunkásnak állnak be. | 5–   |
| Hajdu Éva                        | Györgyi Anna     | Hajdu Levente felesége, Nelli és Anikó édesanyja, Szifon fiatalkori szeretője. Ő veszi át a pajkaszegi kocsma vezetését, miután Teca felköltözik a fővárosba. | 6–   |

### Mellékszereplők
| Szerep                           | Színész                | Leírás | Évad |
| -------------------------------- | ---------------------- | --- | ---- |
| Benczák Béláné Piroska           | Zsurzs Kati            | Falubeli asszonyok, akik a Pajkaszeget érintő történések hatására vagy szaftos pletykavonalat indítanak, vagy aktív résztvevőként belevetik magukat az eseményekbe. Mindkét folyamat mulatságos végkifejlettel jár. | 1–   |
| Zömbik Andrásné Gyöngyi          | Tóth Enikő             | Falubeli asszonyok, akik a Pajkaszeget érintő történések hatására vagy szaftos pletykavonalat indítanak, vagy aktív résztvevőként belevetik magukat az eseményekbe. Mindkét folyamat mulatságos végkifejlettel jár. | 1–   |
| Mari néni, "Manyó"               | Bede-Fazekas Annamária | Falubeli asszonyok, akik a Pajkaszeget érintő történések hatására vagy szaftos pletykavonalat indítanak, vagy aktív résztvevőként belevetik magukat az eseményekbe. Mindkét folyamat mulatságos végkifejlettel jár. | 1–   |
| Joli néni                        | Tímár Éva              | Falubeli asszonyok, akik a Pajkaszeget érintő történések hatására vagy szaftos pletykavonalat indítanak, vagy aktív résztvevőként belevetik magukat az eseményekbe. Mindkét folyamat mulatságos végkifejlettel jár. | 1–   |
| Gyűrűs Dorka, "Dóri"             | Ripli Zsuzsanna        | "A falu bombázója", szépségverseny-győztes. A pap legelkötelezettebb híve és ostromlója. | 1–   |
| Varga Pál, "Pali bácsi"          | Dióssi Gábor           | Falubeli lakos, Saci édesapja, meglehetősen szenilis öregúr, aki sosem emlékszik arra, amit mondani akar, vagy kérdeznek tőle. | 1–   |
| Mokri Sándor                     | Székely B. Miklós      | Falubeli lakos, Bazsó édesapja, a kocsma egyik törzsvendége. | 1–   |
| Tóni                             | Almási Sándor          | Falubeli lakos, Stoki szomszédja, a kocsma egyik törzsvendége. | 1–   |
| Sümegi Imre                      | Bezerédi Zoltán        | Pajkarét, a szomszédos falu polgármestere, Károly legnagyobb riválisa. Mindig igyekeznek lepipálni vagy megelőzni egymást valamiben. Olykor azonban, ha a szükség úgy kívánja, képesek össze is dolgozni. | 1–   |
| Morzsy Ferenc                    | Csőre Gábor            | Pajkaréti fociedző, Gyuri riválisa. Gyuri ki nem állhatja őt, bár ironikus módon mindenben hasonlít rá. | 1–4  |
| Morzsyné Katalin, "Kata"         | Tolnai Klára           | Morzsy Ferenc felesége, Erika egykori osztálytársnője. Korábban Gyurival is járt, emiatt Erikával állandó rivalizálásban vannak. | 1–4  |
| Virágné Szombati Mária, "Marcsi" | Lévay Viktória         | Szifon és Baki feleségei, akik mindketten egyformán elégedetlenek naplopó férjeikkel. | 1–7  |
| Bakosné Erzsi                    | Závodszky Noémi        | Szifon és Baki feleségei, akik mindketten egyformán elégedetlenek naplopó férjeikkel. | 1–3  |
| Balogh Zsuzsa                    | Pokorny Lia            | Szemrevaló postásnő, aki több férfinak elcsavarja a fejét, köztük Laciét is. Miután egy népszámlálási felmérés szerint Pajkaszegnek nem volt elég lakosa, hogy önálló település maradjon, vállalta, hogy a faluba költözik, és ezzel megmentse annak fennállását.                                                           | 2–   |
| Temesi Ildikó                    | Erdélyi Tímea          | Erika unokatestvére, pesti lakos, aki csak nyaralni jön le a faluba, ám ilyenkor Erikát megőrjíti kicsapongó stílusával. Amolyan se veled, se nélküled kapcsolatban él a barátjával, Norbival. Egyik ilyen szünetük alkalmával Laci barátnője lesz, majd egy hirtelen jött döntésből hozzámegy, de röviddel utána elválnak. | 2–   |
| Szabó Tibor                      | Gáspár Tibor           | Erika szülei. Jóravaló emberek, bár néha előszeretettel szólnak bele Gyuri és Erika kapcsolatába, amit egyik fél sem vesz jó néven. A későbbiekben be is költöznek Erikáékhoz néhány hónapra, miután a párnak megszületnek az első gyerekeik.                                                                               | 2–   |
| Szabóné Anna                     | Náray Erika            | Erika szülei. Jóravaló emberek, bár néha előszeretettel szólnak bele Gyuri és Erika kapcsolatába, amit egyik fél sem vesz jó néven. A későbbiekben be is költöznek Erikáékhoz néhány hónapra, miután a párnak megszületnek az első gyerekeik.                                                                               | 2–   |
| Hajdu Levente, "Svejk"           | Rába Roland            | Pajkaréti kocsmáros, aki kibérelte a pajkaszegi kisboltot. Nem kedveli se Tecát, se Pajkaszeget, mégis kénytelen elviselni, hogy az üzleti kapcsolatai a faluhoz kötik, már csak a felesége és a lányai révén is, akik a későbbiekben mind Pajkaszegen vállalnak munkát.                                                    | 3–   |
| Németh Lajos, "Sváb"             | Sarkadi Kiss János     | Falubeli lakos, teherautósofőr, Mokri és Bazsó szomszédja, a kocsma egyik törzsvendége. | 3–   |
| Sulyok Tivadar                   | Nagy Sándor            | Stoki kollégája, pajkaréti körzeti megbízott rendőr. Ugyanolyan együgyű, mint Stoki. Stokinál alacsonyabb rangban van (főtörzszászlós), viszont komolyabb felszereléssel rendelkezik, és a helybéliek is sokkal komolyabban veszik.                                                                                         | 3–   |
| András püspök                    | Horváth Lajos Ottó     | Az esztergomi püspök, János atya felettese, dr. Kalmár Zsófia nagybátyja. Gyakran ellátogat Pajkaszegre, hogy ellenőrizze az ottani kisegyházat, ám ilyenkor mindig megbotránkoztatják a faluban történő furcsaságok és a nehezen tolerálható lakosok.                                                                      | 3–   |
| Horváth Zsolt                    | Fehér Tibor            | Újdonsült lakó a faluban, a Fészekrakó-program keretében költözik Pajkaszegre a feleségével, Vikivel. Komputergrafikusként dolgozik. Barátságos természetű, laza fiatal, aki igyekszik alkalmazkodni a falusi élethez és jó kapcsolatot ápolni a helyiekkel.                                                                | 3–   |
| Horváthné Kun Viktória, "Viki"   | Törőcsik Franciska     | Zsolt felesége. Zsolttal ellentétben nehezen viseli a pajkaszegi életet, zavarják a helyiek, a szegényes kulturális élet és a technikai visszamaradások. Emiatt végül el is hagyja Zsoltot. Később ideiglenesen átveszi Erika helyét a hivatalban, amikor ő várandós lesz.                                                  | 3–   |
| Hajdu Kornélia, "Nelli"          | Mikecz Estilla         | Hajdu Levente lánya, ő viszi a kisboltot az apja helyett. A szépsége sok helybéli figyelmét felkelti. Zsolttal alakít ki bimbózó románcot. | 4–   |
| Id. Berkics László               | Szarvas József         | Laci édesapja, aki több mint 30 év távollét után a fia és Ildikó esküvőjén bukkant fel újra. Időnként feltűnik a faluban, hogy megpróbálja bepótolni a fiával elvesztegetett időt és visszaédesgetni a volt feleségét. Janóval emiatt nyílt rivalizálásba kezd.                                                             | 4–   |
| Varga Sarolta, "Saci"            | Sodró Eliza            | Pali bácsi lánya. Kissé nehéz felfogású, de amúgy jóindulatú fiatal lány. Lacival alkotnak egy párt. | 5–   |
| Hajdu Anikó                      | Döbrösi Laura          | Nelli testvére, Éva és Levente kisebbik lánya. Gyakran besegít a családjának a kisbolt és a kocsma üzemeltetésében. | 5–   |
| Dr. Kalmár Zsófia                | Peller Anna            | Háziorvos, a püspök unokahúga, aki a válását követően Pajkaszegen kezd el praktizálni. Szakmai tudása és profizmusa ellenére nehezen sikerül elnyernie a helyiek bizalmát, akik inkább Janó tősgyökeres falubeli személyéhez és (állatokon is) bevált módszereihez ragaszkodnak.                                            | 6–   |
| Dr. Csévi András                 | Mihályfi Balázs        | Zsófia volt férje, budapesti főorvos. Többször megcsalta Zsófiát, mialatt együtt voltak, ami a házasságuk végét eredményezte. A későbbiekben egy kis időre ő is leköltözik Pajkaszegre, hogy megpróbáljon ismét a volt felesége kegyeibe férkőzni.                                                                          | 7–   |
| Répáné Edit                      | Kovács Patrícia        | Répa Árpád felesége, Rozika édesanyja, Sanyi sógornője. Nyers modorú, enyhe tájszólással beszélő, karakán nőszemély, aki nehezen tolerálja a férje és a sógora ügyetlenkedéseit, és ennek többször hangot is ad. | 8–   |

### Epizódszereplők
- Ábel Anita – Molnár Éva, adóellenőr
- Ádám Tamás – Porondmester
- Ágoston Katalin – Ügyintéző
- Ágoston Péter – pincér
- Albert Zsófia – Recepciós
- Ambrus Asma – Néni
- Ambrus Péter – Répaárus
- Anga Kakszi István – Ékszerész
- Anna Csitári – Kirgiz
- Arató Ármin – Máté, Piroska unokája
- Babják Annamária – Piacfelügyelő
- Bacsa Ildikó – Ügyintéző
- Bácskai Károly – Segéd
- Badár Sándor – Fenyőfa árus
- Bajor Zsuzsanna – Anyuka
- Balázsovits Edit – Árvai Edit
- Ballér Bianka – Szerkesztő asszisztens
- Bányai Miklós – Szikszai tizedes
- Barabás Kiss Zoltán – Vadász
- Barbinek Paula – Tüncike
- Baronits Gábor – Ricsi
- Barta Judit – Stúdió asszisztens
- Bebe – Önmaga
- Bede-Fazekas Szabolcs – Vércse ezredes
- Benedek Huszár Botond – Szabó százados
- Benkő Nóra – Karola
- Berentz Annamária – Pincérnő
- Béres Bence – Vizsgafilmes operatőr
- Bíró Panna Dominika – Vizsgafilmes dramaturg
- Bodnár Zoltán – Recepciós
- Bodó Dániel – Pap
- Bolla Róbert – Csonk
- Boncz Ádám – Fogorvos
- Borbáth Ottília – Kapalos néni
- Bordás Roland – pincér a sztríptizbárban
- Boronyák Gergely – Cirkuszos
- Bölkény Balázs – Beller
- Brunner Levente – Fiú
- Buzás Mihály – Ügyintéző
- Chován Gábor – Barlangi mentő
- Czakó Roland – Szállító
- Csapó Virág – Erzsi
- Cserna Antal – A püspök asszisztense
- Cserna Lulu – Utas
- Csillag Botond – Kisbolti eladó
- Csizmadia Gergely – Gábor
- Csonka Ibolya – Nagyszájú öregasszony
- Csuja Fanni – Szilvi
- Dancs János – Kigyúrt férfi
- Dánielfy Gergely – Fiatal rendőr
- Dévai Balázs – Rendőr
- Dino Benjamin – Robika
- Dolmány Attila – Zöldséges
- Donnert Nikolasz – Artista
- Dózsa Zoltán – Közútfelmérő
- Ecsedi Erzsébet – Nyugdíjas néni
- Egger Géza – Szállító
- El Karamany Yaszin – Cirkuszigazgató
- Endrédy Gábor – Bútorszállító
- Endrődy Krisztián – Rendőr
- Engelmann Péter – Hangmérnök
- Erki Gabriella – Cili
- Erdős Andrea – Nővér
- Ertl Zsombor – Bellboy
- Fábián Anita – Vőfély
- Farkas Ádám – Rendőr
- Farkas Dénes – Szilárd, üzletember
- Farkas Nóra – Táncoslány
- Fehér István – Riporter
- Fésűs Nelly – Dr. Széky Elza
- Ficzere Béla – Sofőr
- Flór Máté – Kamaszfiú
- Földi Ádám – Szobatársnő férje
- Fred Faber – Peter
- Frenkó Zsolt – Férfi műsorvezető
- Für Anikó – Brummer Orsolya, Teca édesanyja
- Gál Petra – Riporter
- Garami Mónika – Kovácsné
- Gazdik Dávid – Sofőr
- Géczi Zoltán – Járókelő
- Gelányi Imre – Pajkaréti pásztor
- Gergely Tamás – Szakács
- Gerner Csaba – Nehézfiú
- Gosztonyi Csaba – Pincér
- Gombó Viola Lotti – Zsófia volt férjének szeretője
- Gombos Krisztián – Bogdán András
- Gömöri András Máté – Norbi, Ildikó barátja
- Görgényi Fruzsina – Melinda, titkárnő
- Göttinger Pál – Értékbecslő
- Gubík Ági – Főnöknő
- Gula Péter – Raffai Ernő
- Győri-Nádai Réka – Fogorvosi asszisztens
- Grgity Nikoletta – Anyuka
- Haffner Anikó – Ica
- Haik Viktória – Nővér a kórházban
- Hajdú Laura – Táncoslány
- Hajdu T. Miklós – Mackó
- Hajmási Dávid – Apuka
- Halmos Fatime – Idegenvezető
- Haraszti Elvira – Lovászlány
- Harsai Gábor – Beszólós bácsi
- Hartmann Teréz – Néni
- Házi Tánya – Kutyás gazdi
- Hegedűs Miklós - Vizsgabiztos
- Hegedűs Péter – Biztonsági őr
- Hegyi Tibor – Rosszarcú fazon
- Hencz András – Vizsgafilmes hangmérnök
- Herczeg Adrienn – Autótulajdonos
- Herczeg Tamás – Telefonszerelő
- Hevér Vilma – Rozika, Árpi és Edit lánya
- Horváth Ákos – Melós
- Horváth Alexandra – Annabelle
- Horváth Julianna – Pincérnő
- Horváth Lídia – Kitty
- Illés Edit – Süket öregasszony
- Ilyas Bayaliev – Kirgiz
- Imre Sebastian – Mentős
- Isambaeva Zarina – Kirgiz
- Jámbor József – Buszsofőr
- Janicsek Péter – Sofőr
- Janka Bence – Megyei ember
- Janklovics Péter – Berkics Bandi, Laci féltestvére
- Jánosi Ferenc – Villanyóra-leolvasó
- Jánosi Sándor – Sanyi
- Janza Kata – Aranka
- Járai Máté – Dr. Szilárd Kálmán
- Jegercsik Csaba – Galambász
- Jeles Dániel Péter – Focista gyerek
- Jerger Balázs – Kelemen István, technikus
- Juhász István – Picur
- Kakasy Dóra – Bartha Zsanett, riporter
- Kákonyi Tibor – Geodéta
- Kardos Kristóf – Elemér
- Káli Gergely – Kovács József, operatőr
- Kamarás Iván – Önmaga
- Karaivanov Lilla – Moderátor
- Kapin István – Férfi
- Kapitány Mihály – Gyerek
- Karácsonyi Zoltán – Török zászlós
- Katkó Ferenc – Lábasi
- Kecskés Karina – Kamilla, jógaoktató
- Kelecsényi Anna – Női műsorvezető
- Kelemen József – Stefkovics Emil, amerikai látogató
- Kelemen Noel – Focista gyerek
- Kembe Sorel - Nőgyógyász
- Kerényi Miklós Máté – Pincér
- Kis Horváth Zoltán – Pincér
- Kisari Zalán – Driftpálya alkalmazott / Darius Stoyan
- Kisfalusi Lehel – Csoporttárs
- Kiss Árpád – Feró, volt pajkaszegi fociedző
- Kiss Erika – Anyakönyvvezető
- Kiss Gábor – Kifőzdés
- Kiss Péter Balázs – Hivatalnok sofőrje
- Kiss Zoltán – Kolléga
- Klauczky Zsombor – Operatőr
- Klem Viktor – Rendőr
- Koblicska Lőte – Anyakönyvvezető
- Kokas Piroska – Takarítónő
- Kolovratnik Krisztián – Csillag Tamás, séf
- Komornik András - Urológus
- Kónya András – Pap
- Kosynus Tamás – Kecske gazdája
- Kosznovszky Márton – Tolvaj
- Kovács Ádám – Rendőrjárőr
- Kovács Áron – Önmaga
- Kovács Gyopár – Csinos nő
- Kovács Lotti – Rendezvényszervező
- Kovács Panka – Ivett, Manyó unokája
- Kovács Tamás – Barlangász
- Kökényessy Ági – Hatvani Mária
- Kővári Lotti – Eszter
- Kövesdi László – Őrizetes
- Krausz Gergő – Kukoricaárus
- Kroó Ádám – Sommeiler
- Kurely László – Néprajzkutató
- Kurta Niké – Csenge
- Lajos András – Első érdeklődő
- László G. Attila – Drazsé
- Lázár Balázs – Pincér
- Lázár József – Pultos
- Lecső Péter – Paintball tulajdonos
- Ligetvári Judit – Vásárló néni
- Linka Péter – Turista
- Losonczi Kata – Szobatársnő
- Lugosi György – Géza, sebész
- Maday Gábor – Árpád, közútfelmérő
- Magyar Attila – Ellenőr
- Magyar Bálint – Vendég
- Majorfalvi Bálint – Biztonsági őr a bankban
- Málnai Zsuzsa – Kórustag
- Márfi Márk – Windberger Krisztián
- Márkus Luca – Konrád Gabi, Zsolt munkatársa
- Marosszéki Tamás – Vendég
- Márton Eszter – Kórustag
- Marton Róbert – Rendező
- Matus Gábor – Építész
- Mazányi Eszter – Turista felesége
- Megyeri Balázs Blaise – Animátor
- Megyes Melinda – Csoportvezető
- Merán Bálint – Kamaszfiú apja
- Mérei Gabriella – Vásárló nő
- Mesterházy Gyula – Zoltán
- Mészáros Béla – Gyula / Dénes
- Mészáros Martin – Rotics Mihály
- Mészáros Máté – Recepciós
- Mészáros Piroska – Bogi, Sváb húga
- Molnár Gyöngyi – Orvos
- Molnár Rudolf – Asszisztens
- Molnár Szilágyi Szilvia – Yuri
- Müller László – Hivatalnok sofőrje
- Nádas Dávid Gábor – Pultos
- Nagy András – Focista gyerek
- Nagy Mari – Sulyok mamája
- Nagy Péter János – Vizsgafilmes gyártásvezető
- Nagy Rebeka – Sminkes
- Nagy Róbert – Bútorszállító
- Nánási-Veselényi Orsolya – Winch Eszter
- Német Klára – Klári
- Németh Kristóf – Önmaga
- Németh László – Költöztető
- Noé Viktor – Kolléga
- Növényi Norbert – Hentes
- Nyári Dia – Juli, Dóri barátnője
- Nyírő Beáta – Esküvőszervező
- Ódor Kristóf – Szöllősi Árpád, biciklis
- Oláh Béla – Rendőr
- Olt Tamás - Benzinkutas
- Ónodi Gábor – Költöztető
- Orbán Levente – Rácz József, "Jauzsi"
- Orosz Róbert – Pincér
- Oroszi Tamás – Főhadnagy
- Osváth Judit – Ildikó barátnője
- Ottó Ferenc – Fiú
- Ökrös-Juhász Csanád – Focista gyerek
- Pálfi Kata – Delegációs tolmács
- Palla Szabina – Gazdi
- Papp Csaba – Pincér
- Papp Endre – Kolbai Árpád, "Kolbász"
- Papp István – Állatgondozó
- Papp János – Öreg püspök
- Parti Flóra – Kellékes
- Parti Nóra – Főszerkesztő
- Pásztor Edina – Marika
- Pavletits Béla – Rendőr
- Pecsenyiczki Balázs – Baranyai százados
- Peller Mariann – Kalmár Rita, Zsófia húga
- Pesák Ádám – Gyimesi Ádám
- Petri Viktor – Futár
- Piro Patrik – Kamaszfiú
- Podlovics Laura – Recepciós
- Potocsny Andor – Lajos, Buszsofőr
- Pozsgai Zoltán – Ufókereső újságíró
- Puskás Dániel – Figuráns
- Pusztaszeri Kornél – Pincér
- Rácz László – Szippantós autó sofőrje
- Rábavölgyi Tamás – Futár
- Rádler Judit – Nő
- Radvánszki Szabolcs – Sofőr
- Rajkai Zoltán – Hivatalnok
- Rancsó Dezső – Őrizetes
- Reichel Soma – Focista gyerek
- Rékai Nándor – Eladó
- Réti Nóra – Janka
- Rétfalvi Tamás – Rendőr
- Réthelyi András – Őrizetes
- Roehnelt Zsuzsanna – Csinos lány
- Rohonyi Barnabás – Lakatos
- Román Eszter – Hölgy
- Romány Eszter – Táncoslány
- Rózsa Krisztián – Rendőr
- Rudolf Szonja – Bea, Piroska unokája
- Sándor Dávid – Szakorvos
- Sárkándi Levente – Fénymásoló-szerelő
- Sipos Imre – Varga Lajos
- Sipos László Márk – Vizsgafilmes rendező
- Sipos Vera – Csoporttárs
- Skapinyecz Péter – Marcona alak
- Slavko Sobin – "Ahmed", török kamionos
- Straub Dezső – Béla bácsi
- Szabó Attila – Rendőr
- Szabó Máté – Részeg sofőr
- Szabó Zselyke – Pénztáros
- Szakács Benett – Gyerek
- Szakács Tibor – Ellenőr
- Szakács Zétény – Gyerek
- Szalai Ákos – Marcona alak
- Száraz Janka – Ügyintéző
- Szatmári Attila – Szaunázó férfi
- Szatory Dávid – Földmérő
- Szegfű Ildikó – Elvira
- Szekulesz Márk – Munkaügyes
- Szennyai Mária – Beszólogatós néni
- Szikszai Rémusz – Kisfőnök
- Szitás Balázs – Temetőmunkás
- Szívós László – Rendőr
- Szomor Bendegúz – Kisfiú
- Szulák Andrea – Jósnő, valójában szélhámos
- Szűcs Krisztina – Patikus
- Szűcs Sándor – Kocsis Géza
- Takács Dorisz – Táncoslány
- Takátsy Péter – Jegyellenőr
- Tallós Andrea – Paradicsommadár
- Tankó Erika – Gerda
- Tari Teréz – Rendőrségi ügyintéző
- Tarján Péter – Narrátor
- Ticz András – Kosaras fiú
- Trokán Nóra – Tánctanár
- Tokaji Csaba – Botos százados
- Tolnai Hella – Ékszerészbolti eladó
- Torres Dániel – Brian
- Torma Bálint – Kamaszfiú
- Tornyi Ildikó – Lady Pöröly
- Tóth Ábel – Férfi
- Tóth Árpád – Melós
- Tóth Károly – Kocsányi
- Tóth Máté – Teca rendszeres beszállítója
- Tóth Máté Tamás – Rendőrjárőr
- Tóth Roland – Haver
- Tóth Szilvia Lilla – Néprajzkutató
- Trecskó Zsófia – Molnárné Kardos Anita
- Trokán Nóra – Ági
- Turza Vivien – Pultos lány
- Tűzkő Sándor – Várakozó férfi
- Udvarias Anna – Zarándok
- Urmai Gábor – Biztonsági őr
- Vadász Gábor – Pultos
- Vajda Milán – Haver
- Valiszka László – Ellenőr
- Váncsa Gábor – Városi rendőr
- Vándor Éva – Etelka, id. Berkics László szeretője
- Vándor Zoltán – Mentős
- Vanya Tímea – Pénztáros
- Varga László – Taxisofőr
- Varga Tamás – Kucsmás bácsi
- Vargyas-Tóth Julianna – Kolléganő
- Varsányi Szabolcs – Partiarc
- Vass György – Kolléga
- Vass Szilárd – Pincér
- Vastag Attila – Bohóc
- Vastag Tamás – Autótulajdonos
- Virág László – Eladó
- Vlahovics Edit – Zarándok
- Wessely-Simonyi Réka – Banki ügyintéző
- Wrochna Fanni – Ügyfélszolgálati munkatárs
- Zoltán Áron – Gundi ("Pajkaréti Laci")
- Zsichla Dániel – Futár
- Zsíros Linda – Hosztesz
- Zsohár Veronika – Titkárnő

## Évadok
| Évad | Évad        | Részek száma | Részek száma | Eredeti sugárzás     | Eredeti sugárzás     | Eredeti adó |
| Évad | Évad        | Részek száma | Részek száma | Évadbemutató         | Évadzáró             | Eredeti adó |
| ---- | ----------- | ------------ | ------------ | -------------------- | -------------------- | ----------- |
|      | 1.          | 8            | 8            | 2017. február 2.     | 2017. március 23.    |             |
|      | 2.          | 8            | 8            | 2018. február 3.     | 2018. március 24.    |             |
|      | 3.          | 17           | 17           | 2018. szeptember 1.  | 2019. június 8.      |             |
|      | 4.          | 18           | 18           | 2019. augusztus 31.  | 2020. április 4.     |             |
|      | 5.          | 18           | 18           | 2020. szeptember 19. | 2021. június 12.     |             |
|      | 6.          | 20           | 20           | 2021. szeptember 4.  | 2022. június 18.     |             |
|      | Különkiadás | Különkiadás  | Különkiadás  | 2021. szeptember 11. | 2021. szeptember 11. |             |
|      | 7.          | 19           | 19           | 2022. november 26.   | 2023. június 17.     |             |
|      | 8.          | 19           | 19           | 2023. szeptember 16. | 2024. március 30.    |             |
|      | 9.          | 19           | 19           | 2024. december 14.   | 2025. április 19.    |             |
|      | 10.         | ?            | ?            | n. a.                | n. a.                |             |

## Ikonikus elemek
A sorozat legemlékezetesebb, ikonikussá vált elemei: 
- Az éneklő hal – A hivatal egyik alapeleme, Károly kedvenc dísztárgya. A sorozat főcímében is mindig feltűnik, mielőtt elindul a főcímzene. A hal gombnyomásra különböző zenéket játszik le, mint például a Don't Worry Be Happy Bobby McFerrin-től, vagy az I Will Survive Gloria Gaynor-tól.
- Kakaós briós – A falu jelképéről mintázott szobor. "A kakaós briós és a kéz, ami gyúrta" elképzelési alapon készült, végeredményben mégis úgy néz ki, mint egy két kézzel az ég felé emelt ürülék. Mivel a falu közterén áll és jelképes jelentésű, így állandó gúny tárgyát képezi a falubeliek és a látogatók körében. A 4. évadban a közmunkások véletlenül letörik a szobor két kezének ujjait, a középsők kivételével, így a jelentése még vulgárisabb értelmet nyer.
- Gyuri kocsija – Gyuri sportautója, egy narancssárga színű 1991-es Mazda MX-3. Több epizód is épül aköré, mennyire szereti és félti. Gyakran megszemélyesítve beszél hozzá, "kicsikémnek" vagy "drágaságomnak" becézve, amire Erika igencsak féltékeny. A kocsi rádiójából mindig ugyanaz a techno-zene szól, amit Gyuri maximális hangerővel szeret bömböltetni. A 6. évadban, miután megszületnek a gyerekei és a kocsi alkalmatlannak bizonyul családi autónak, fájó szívvel eladja a Répa-testvéreknek.
- A kultúr – A falu lepukkant állapotban lévő kultúrháza, ami egyszerre funkcionál kultúrházként, templomként és konditeremként. Több falubeli esemény helyszíne.
- Karcsi-tó – A falu melletti halastó, amit a helyiek gúnyosan Karcsi-tónak becéznek, mivel Károlyon kívül szinte soha nem jár oda senki. Ő jobban szeretné, ha Füleki-tónak hívnák.
- A lazacszín – Erika kedvenc színe a rózsaszín, amit ő lazacszínnek nevez. A szín kedvelése megmutatkozik az öltözködésén, a használati tárgyain és a házuk berendezésén is. Az első évadban a kocsma belsejét is ilyen színűre festeti, ami a sorozat folyamán úgy is marad. Olykor, fontosabb események alkalmán, Gyurit is szereti rózsaszínbe öltöztetni, ami visszatérő humorforrás.
- A liba – Pali bácsi kedvenc házi lúdja. Mindenhová azzal jár, még olyan helyekre is, ahová állatokat nem szabad bevinni. A falu lakóit gyakran az őrületbe kergeti az állattal.
- A  dézsa – Károly kedvenc kikapcsolódása, hogy megmártózik a kertjükben lévő merülődézsában. Szerinte mindig ott születnek a "legjobb ötletei". A dézsa egy körtefa árnyékában áll, így ha Károly rácsap a fa törzsére, általában egy gyümölcs is a kezébe hullik.
- Puska a pult alatt – Teca használja fenyegetésként, ha a kocsmában eldurvulnak a dolgok. Legtöbbször csak hivatkozik rá, néha azonban tényleg előveszi, bár olyankor mindig valamilyen szerencsétlen baleset lesz belőle.
- "Na, most álljunk meg egy pajkaszegi szóra!" – Szifon visszatérő mondata, amikor tiltakozik valami ellen.
- Jóságos kávé – Károly hívja így a hivatali kávét, amiben a "jóság" a kávéba kevert Hubertus likőr.
- Gyűrű – Gyuri kisujj-gyűrűje, amit kabalából hord, és ha nagy szerencse éri, mindig megcsókolja (akkor is ezt teszi, ha megúszik valamilyen kérést vagy utasítást Erika részéről).
- Magnum zene – Stoki mobiltelefonjának csengőhangja a Magnum című televíziós sorozat főcímzenéje. Magának is ezt a zenét dúdolja, valahányszor úgy érzi, forró nyomon van egy ügyben.
- A traktor – Szifon leggyakoribb munkaeszköze. A helyiek sokszor igénybe veszik tőle szállításhoz, vontatáshoz vagy egyéb nagyobb horderejű feladatok elvégzéséhez. Általában nagy hangzavarral, félrészegen szokta vezetni a falu utcáin, Stoki legnagyobb bosszúságára.
- "Gyorsan, gyorsan, gyorsan!" – Károly rendszeres sürgető mondata az alkalmazottainak, amikor azonnali eredményt vár el valamivel kapcsolatban.
- London – Bazsó a börtönéveire mindig úgy hivatkozik, mint "londoni pincér-munkára". A város neve és a börtön nála ugyanazt jelenti, és bár a faluban mindenki tisztában van ezzel, ő mégis előszeretettel használja. Ennek több vicces hozanatja is van a sorozatban (pl. az Egyesült Királyság zászlaja lóg a szobája falán, vagy londoni telefonfülke áll a karaktere mellett a sorozat főcímében).
- "NEMMÖ!" – Teca jellegzetesen kihangsúlyozott tiltószava, amikor a kocsmázók ingyen italt kérnek tőle, vagy amikor a polgármester "úrnak" felveszi a telefont.
- Homlokpuszi – Gyuri és Erika között visszatérő jelenet, hogy amikor Erika romantikusan meg akarja csókolni Gyurit, ő azt inkább egy gyors, homlokra adott puszival tudja le, ami Erikában állandó elégedetlenséget szül.
- Mit is falunk? – Egy fiktív főzőműsor, aminek a címe a sorozat címére utal. Az 5. évadtól rendszeresen ez a műsor látható a kocsmában lévő tévében.
- Stoki pisztolya – Stoki eltűnt szolgálati fegyvere. A hiánya, illetve a pótlására tett amatőr kísérletek állandó humoros bonyodalmakat okoznak Stokinak. A 3. évadban egy flashback-jelenetből kiderül, hogy a pisztolyt eredetileg Károly csente el, hogy egy fénykép erejéig menőzzön vele, de véletlenül beleejtette a tóba, ahonnan azóta sem sikerült előhalászni.
- Atyám – Visszatérő komikum a pap és az apja közötti beszélgetésekben, hogy a Mindenhatónak tulajdonított "Atyám" megszólítást Janó szándékosan saját magára vonatkoztatja.
- Bicikli a fán – A közmunkások visszatérő csínye, hogy felrakják Stoki biciklijét egy fa tetejére, mialatt ő alszik.
- Sűrített tej – A Berkics-Füleki család körében elhíresült szállóige Laci édesapjának olcsó kifogásáról, miért lépett le 30 évvel ezelőtt ("lement a boltba sűrített tejért").
- "Láttam a tévében..." – Baki rendszeresen összehasonlít egy-egy élethelyzetet valamilyen ismeretterjesztő műsorban látott dologgal. Ezzel gyakran túl is bonyolítja a dolgokat a kelletténél.
- A szekrény – A hivatali irattároló szekrény, amit Károly legtöbbször elrejtőzésre használ, nehogy megtalálják az ellenőrök vagy a panaszkodni akaró falulakók.
- Pálinka – Janó gyakori érzéstelenítője a komolyabb orvosi beavatkozásokhoz. A legtöbbször, ha sürgős esethez hívják, az orvosi táskája mellett mindig van a kezében egy üveg pálinka is.
- Éva / Marcsi – Szifon rendszeresen Évaként emlegeti a felesége nevét, mire a körülötte lévők mindig kijavítják, hogy a feleségét Marcsinak hívják. A 6. évadban kiderül, hogy Éva valójában Szifon fiatalkori szerelme és a pajkaréti kocsmáros felesége. Többször van rá utalás, hogy Szifon még mindig érez iránta valamit.
- Pasziánsz – A hivatal dolgozói rendszerint online pasziánszozással töltik az idejüket, ha épp nincs semmi dolguk (vagy nem akarják, hogy legyen).
- Kézfogás – Károly és Sümegi Imre állandó erőfitogtatási szokása; találkozásaikkor mindig erősen kezet fognak és addig szorítják egymás tenyerét, amíg a másik nem hajlandó elengedni.

## Érdekességek
- Létezik egy hasonló című film is: Jiří Menzel: Az én kis falum. A film mind történetben, mind műfajban különbözik a sorozattól.[11]
- A csak zárt körben bemutatott legelső pilot részben Szifon, a közmunkás szerepét még Józsa Imre játszotta, Matyi szerepét meg Debreczeny Csaba, aki jelenleg Szifont alakítja a sorozatban. Később Józsa Imre a betegsége miatt azonban már nem tudta elvállalni a szerepet, így Szifon szerepét Debreczeny Csaba kapta meg, Matyi szerepét pedig Molnár Áron.[12] Mire az első epizód adásba került, Józsa Imre már nem élt.
  - A pilot másik érdekessége, hogy Stoki szerepét még Nagy Sándor alakította, aki a 3. évadtól Sulyok Tivadarként csatlakozott a sorozathoz, mint Stoki pajkaréti kollégája.
- Kapitány Iván elmondása szerint a stáb azért választotta Pilisszentléleket forgatási helyszínül, mert ez volt az egyetlen falu, ahol nincs templom, ami a történet szempontjából kulcsfontosságú volt.[13] A faluhoz valójában tartozik egy templom, ami a 2508 Esztergom, Pálosok utcája 10. cím alatt található. Az 1. évad 7. részében látható is, ám a történet szerint ez a Pajkaréthez tartozó templom.
- A püspököt az 1. évad 1. részében még Papp János alakította, a 3. évad 6. részétől viszont ismeretlen okokból Horváth Lajos Ottó vette át a szerepét. A történetben a személyváltozást utódlással magyarázták.
- A Matyit alakító Molnár Áron a 3. évad 14. részében kettős szerepet játszott, ugyanis ő volt dr. Karosi Endre is, a fogyasztóvédelmi felügyelő, aki az állatorvoshoz érkezett. 
  - A 6. évad 1. részében a Gyurit alakító Lengyel Tamás is kettős szerepben tűnt fel: egyszerre volt Gyuri és Gyuri édesapja.
- Az évadok között több esetben is előfordult, hogy az epizódok címei megegyeztek egymással. Az 1. évad 1. része és a 4. évad 7. része is a Választás címet kapta, valamint a 3. évad 7. része és a 7. évad 2. része is A tabletta címet viseli.
- Az 1. évad 8. része és a 3. évad 17. része is egy verekedéssel végződő focimeccsel ér véget.
- Pajkarét jeleneteit szintén Pilisszentléleken vették fel.[14] Egyes epizódokban más falvak is megemlítésre kerülnek, mint például Alsópajka, Alsószeg, Felsőszeg, Pajkaremete vagy Pajkavölgy. Ez utóbbiak jeleneteit nem vették fel.
- Az első négy évadban még minden külső és belső jelenetet Pilisszentléleken forgattak, az 5. évadtól már több belső helyszínt is egy stúdióban rendeztek be, többek között a polgármesteri hivatalt, Gyuri és Erika házát, vagy az orvosi rendelőt. Ennek oka, hogy a régi helyszínek közül sokat már nem tudtak újra kibérelni, illetve a stúdiós felvételek költséghatékonyabbak voltak a stáb és a színészek számára egyaránt.[15]
- A 4. évad 4. részében három másodpercre bekerült egy helyi lakos is az egyik jelenetbe, anélkül, hogy tudott volna róla. Mivel utólag sem kérték az engedélyét, és nem sikerült megállapodásra jutnia a gyártó céggel, a bíróság 300 000 forint sérelemdíjra és bocsánatkérésre kötelezte a Content Factory Kft.-t, miközben a per költségei, ami a kártérítés majdnem tízszeresét tették ki, szintén a céget terhelték.[16][17][18]
  - 2023. augusztus 2-án, alapos felülvizsgálás után, a Kúria felmentette a céget az ítélet alól, és a sérelemdíj, valamint a perköltségek visszafizetésére kötelezték a pilisszentléleki lakost.[19]
- Az eredeti szlovák sorozat címe (Horná, Dolná) szó szerint azt jelenti, Felső, Alsó, ami falusi jelentéskörben a Felvég, Alvég szavaknak felel meg. A mi kis falunk 5. évadának 3. része az Alvég-Felvég címet viseli.
- Erika terhessége eredetileg azért került bele az 5. évad történetébe, mert a való életben Lovas Rozi is állapotos volt. A 2020-as koronavírus-járvány miatt azonban az évad forgatása később indult meg, és a színésznő addigra már megszült, így a tervezettnél nagyobb szerepet tudott vállalni bizonyos epizódokban.[20] Ellenben a 6. évadtól, amikor a második gyermekével volt várandós, már nem tudott részt venni a munkálatokban.
- Az 5. évad 2. részében Stoki nyíltan megkérdezi Nellitől, hogy nézi-e a Jófiúk című sorozatot, az RTL saját gyártású, rendőrös sorozatát. A sorozat rendezője szintén Kapitány Iván, valamint A mi kis falunk színészei közül Hevér Gábor, Mihályfi Balázs, Mészáros Tibor, Gáspár Tibor és Pokorny Lia is játszik benne.
  - Ugyanebben az epizódban a Bakit alakító Kerekes József egyik híres szinkronszerepének, Szamárnak az egyik jelenetét utánozza a Shrek 2-ből.
- Az 5. évad beharangozó előzetesében számos jelenetet mutattak, amik végül csak a 6. évad epizódjaiban szerepeltek.
- Hevér Gábor Répa Árpád nevű karaktere ugyanazon a szerepen alapszik, mint amit a Segítség! Itthon vagyok! című sorozatban is játszott. A sorozat rendezője szintén Kapitány Iván, valamint A mi kis falunk színészei közül Lengyel Tamás, Debreczeny Csaba, Kerekes József, Pokorny Lia, Nagy Sándor, Mihályfi Balázs, Zsurzs Kati, Csuja Imre, Fehér Tibor, Erdélyi Tímea és Bata Éva is játszik benne.
- A 6. évad 15. részében Piroska gyónás közben említést tesz a papnak a Perzselő érzelmek című sorozatról. Ezzel valójában a Perzselő szenvedélyek című török sorozatra utal, amit 2021-ben sugárzott az RTL. A papot alakító Schmied Zoltán és a Piroskát alakító Zsurzs Kati egyaránt szinkronizáltak a sorozat magyar változatában.
- A 7. évad 8. részében Gyuri azt mondja, hogy Erika az utóbbi időben átvette tőle fociedzéseket. Ezzel burkoltan a Gólkirályság című sorozatra utal, ahol az Erikát alakító Lovas Rozi egy női fociedzőt játszik. A sorozat rendezője szintén Kapitány Iván, valamint A mi kis falunk színészei közül Schmied Zoltán, Hevér Gábor, Sarkadi Kiss János és Mikecz Estilla is játszik benne.
  - A 8. évad 11. részének egyik jelenete megismétlődik a Gólkirályság 2. évadának 5. részében; a Gólkirályság néhány szereplője szemtanúja lesz Stoki ügyetlenkedésének egy fővárosi buszon.
  - A 8. évad 14. részében János atya egy Krammer László nevű illetőnek küld SMS-t a telefonjáról. Krammer László a Gólkirályság szereplője, akit szintén Schmied Zoltán játszik.
  - A 9. évad 6. részében Sváb is burkoltan utal a sorozatra az egyik mondatával.
- A 8. évad premierepizódjai rendkívüli műsoridőben kerültek adásba, a The Voice című tehetségkutató műsor kezdési időpontja előtt. A sorozat Facebook-oldalán ennek kapcsán több olyan videó is megjelent, ahol a színészek sorozatbeli karaktereikként felhívják a figyelmet a műsorváltozásra.
- A sorozatnak két ünnepi különkiadása is készült, egy karácsonyi és egy szilveszteri epizód. Mindkettő hasonló tematika szerint épül fel, illetve tartalmaz azonos történetelemeket:
  - Mindkét epizódban visszatér a faluba Erika, és ő szervezi meg az ünnepséget.
  - Kati mindkét epizódban wellness-útra megy, ám míg a karácsonyi részben szerepel Udvaros Dorottya, a szilveszteriben nincs benne.
  - Gyuri mindkét epizód eseményei alatt rosszul van; a karácsonyiban túl sokat iszik, a szilveszteriben romlott ételt eszik.
  - A pajkaszegiek mindkét epizódban ellopnak valamit a pajkarétiektől; a karácsonyiban a karácsonyfát, a szilveszteriben a sztárfellépőt, Bebét.
  - Stoki és Sulyok mindkét epizódban fellépnek az általuk alapított kétszemélyes zenekarként.
  - Mindkét epizód a szereplők közös éneklésével és Károly ünnepi jókívánságával ér véget, mielőtt Laci akaratán kívül lekapcsolja az áramot.
- Répa Árpád feleségét néhány epizódban Kláraként emlegették, mielőtt a 8. évadban debütált a karakter, ahol viszont már Edit volt a neve.
- A 8. évad 16. részében, eltérő típusú szerepekben, de egyszerre tűnik fel Kökényessy Ági, Kiss Erika és Nyírő Beáta. Mindhárman a Jóbarátok című sorozat női főszereplőinek (Jennifer Aniston, Courteney Cox és Lisa Kudrow) mára már ikonikussá vált magyar hangjai.
- A 9. évad 3. részének története, miszerint kiszáradt a falu tava, a Dédai-tó akkori valós állapotát tükrözi; eredetileg nem szerepelt az epizód forgatókönyvében, az alkotók a körülményekre reagálva írták bele.
  - Ugyanebben az epizódban elhangzik egy humoros párbeszéd Stoki és Károly között, aminek szövege az Üvegtigris 3. című filmből származik.

## Spin-off
2025 áprilisában Kolosi Péter bejelentette, hogy az RTL egy spin-off sorozatot tervez Gyuri címmel, amely Lengyel Tamás karakterére fog fókuszálni. A történet Gyuri és Erika mindennapjait követi nyomon azután, hogy A mi kis falunk 6. évadában elköltöztek Pajkaszegről. A sorozat forgatása 2025 nyarán vette kezdetét.